# هانا لیونبرگ
هانا کارولینا لیونبرگ (به سوئدی: Hanna Carolina Ljungberg) (زادهٔ ۸ ژانویه ۱۹۷۹ در اومئو سوئد) فوتبالیست و مهاجم پیشین تیم ملی فوتبال زنان سوئد و باشگاه اومئا آی‌کی است. آغاز کار او در تیم ملی زنان سوئد در سن ۱۷ سالگی و در تاریخ ۶ فوریه ۱۹۹۶ و در بازی مقابل تیم ملی فوتبال زنان اسپانیا بود که تیم سوئد با نتیجه ۰-۸ پیروز شد.
هانا لیونبرگ هیچ نسبتی با ستارهٔ تیم ملی فوتبال مردان سوئد فردریک لیونبرگ ندارد. لیونبرگ یک نام خانوادگی رایج در کشور سوئد است که از ۲ بخش Ljung (نام نوعی گیاه) و berg (به معنای کوه) تشکیل شده است.

## پیشه
هانا لیونبرگ یکی از معدود بازیکنان حرفه‌ای حاضر در دامالسوسکان(لیگ برتر زنان سوئد) است.
او در سال ۲۰۰۲ به عنوان بهترین بازیکن سال سوئد انتخاب شد و جایزهٔ دیامانت بولن (توپ الماس) را دریافت کرد. او همچنین با ۳۹ گل زده (و متوسط گل ۱٫۷۸ در هر بازی) رکورد گلزنی در آن فصل از خود به جای گذاشت. وی در کل ۱۹۶ بار با پیراهن تیم اومئا آی‌کی حاضر شد و ۱۹۶ گل به ثمر رساند.
این بازیکن به عنوان مهاجمی با کلاس جهانی در جام جهانی فوتبال زنان ۲۰۰۳ که در ایالات متحده آمریکا برگزار می‌شد برای تیم خود به میدان رفت و با زدن سه گل و دادن پاس گل به تیم خود کمک کرد. او همچنین نامزد بهترین بازیکن سال ۲۰۰۳ بود و عنوان سومی بازیکن سال فوتبال جهان را از آن خود کرد. لیونبرگ با ۷۲ گل زده بهترین گلزن تیم ملی فوتبال زنان سوئد است. در مدت برگزاری بازی‌های لیگ قهرمانان زنان اروپا در سال ۲۰۰۳-۲۰۰۲ وی با ۱۰ گل زده بهترین گلزن این مسابقات بود.پروجا مردان سری آ ایتالیا نیز با وی قراردادی مبنی بر اضافه شدن او به لیست کارکنان این باشگاه منعقد کرد که این قرار داد لغو شد.
او در ۱۷ مه ۲۰۰۷ کار خود را به عنوان دروازه بان در اومئا آی‌کی به دلیل مصدومیت کارولا سوبرگ دروازه بان این تیم در مقابل تیم آلمنا ایدروتس کلوبن در ۷۰ دقیقه انجام داد. وی بازی را بدون دریافت گل به پایان رساند. شهرت هانا لیونبرگ در سوئد بسیار زیاد است تا جایی که نگاره‌ای از چهرهٔ وی همراه با چند فوتبالیست دیگر سوئد بر روی تمبرهایی که برای بزرگداشت صدمین سال فدراسیون فوتبال سوئد برگزار شد به چاپ رسید.
در اوت ۲۰۰۹ لیونبرگ خداحافظی خود را از فوتبال پس از مصدومیتش در یکی از بازی‌های لیگ در ۵ ژوئیه انجام شده بود اعلام کرد.رباط متقاطع جلویی پای راست وی که پیشتر در سال ۲۰۰۴ احیا شده بود پاره شد و پس از مشورت با پزشک خود و احتمال خطر بالا در نا توانی دائمی وی در صورت ادامه فوتبال تصمیم به بازنشستگی گرفت. او به مدت دو سال کمک مربی یوآکیم بلومکویست سرمربی تیم اومئا آی‌کی بود. هانا لیونبرگ همزمان در دانشگاه اومئو در رشته فیزیوتراپی تحصیل کرد و در ژوئن ۲۰۱۲ فارغ‌التحصیل شد. پس از آن وی شغل جدید مدرس ورزشی خصوصی(Personal trainer)را آغاز کرد.

## افتخارات

### فردی
- توپ الماس (۱مرتبه):

۲۰۰۱-۲۰۰۲
- سوئد:بهترین مهاجم سال سوئد (۱مرتبه):

۲۰۰۴-۲۰۰۵
- بهترین گلزن دامالسوسکان(لیگ برتر زنان سوئد) (۱مرتبه):

۲۰۰۱-۲۰۰۲ (۳۹ گل زده)
- بازیکن سال فوتبال جهان:

مقام سوم : ۲۰۰۳-۲۰۰۲

### باشگاهی
اومئا آی‌کی
- لیگ برتر فوتبال زنان سوئد(دامالسوسکان)

قهرمان (۷ دوره): ۲۰۰۰ ،۲۰۰۱ ،۲۰۰۲ ،۲۰۰۵، ۲۰۰۶ ، ۲۰۰۸
- جام حذفی فوتبال زنان سوئد:

قهرمان (۴ مرتبه):۲۰۰۱ ،۲۰۰۲ ،۲۰۰۳ ،۲۰۰۷
نایب قهرمان(۲ مرتبه):۲۰۰۶ ،۲۰۰۵
- سوپر جام فوتبال سوئد:

قهرمان (۲ مرتبه):۲۰۰۸ ،۲۰۰۷
نایب قهرمان (۱ مرتبه):۲۰۰۹
- لیگ قهرمانان اروپای زنان:

قهرمان (۲ مرتبه): ۲۰۰۴،۲۰۰۳(در فینال بازی نکرد)
نایب قهرمان (۳ مرتبه):۲۰۰۸ ،۲۰۰۷ ،۲۰۰۲

### تیم ملی
سوئد
- جام جهانی فوتبال زنان:

نایب قهرمان (۱ مرتبه):۲۰۰۳
- جام آلگاروه:

قهرمان (۱ مرتبه):۲۰۰۱
مقام سوم (۳ مرتبه):۲۰۰۷ ،۲۰۰۶ ،۲۰۰۲